# Shannon Forrest
Shannon Forrest est un batteur, percussionniste et ingénieur du son américain. Il est un membre du groupe Toto.

## Biographie
Shannon Forrest est né à Easley.

## Carrière
En plus de Toto, Shannon Forrest a travaillé pour Boz Scaggs, Kenny Rogers, Tim McGraw, Rascal Flatts, Taylor Swift, Tom Walker, Willie Nelson, Michael McDonald, Reba McEntire, Faith Hill, et aussi Sheryl Crow, Gretchen Wilson (en), Toby Keith, Brooks & Dunn, Point of Grace (en) et Blake Shelton.
Shannon Forrest a fait des tournées avec Toto, The Dukes of September (en), Faith Hill et d'autres.

## Récompenses
- Academy of Country Music dans la catégorie musicien[4]